# San Rafael de la Albaida
San Rafael de la Albaida es un barrio de la periferia de la ciudad de Córdoba (España), perteneciente al distrito Poniente Norte. Está separado físicamente del resto de barrios que conforman el distrito Poniente Norte. Limita al sureste con el barrio Parque Figueroa del distrito Noroeste, estando rodeado por terrenos no urbanizados al norte, oeste y sur.